# 郭夫人 (张重华)
郭夫人（?—?），中国十六国时代前凉王张重华的妾室，张玄靓的母亲。
张重华死后，张重华的哥哥张祚杀死世子张曜灵，篡位三年被杀，张玄靓继位，尊母亲郭夫人为王太妃。张重华的弟弟张天锡专权。郭太妃想要除掉张天锡，事情泄露，张天锡篡夺了侄子张玄靓的王位，杀死了张玄靓。郭太妃下场不详，可能也被杀害。